# Anarithma drivasi
Anarithma drivasi is een slakkensoort uit de familie van de Mitromorphidae. De wetenschappelijke naam van de soort is voor het eerst geldig gepubliceerd in 1995 door Chang.